# フジサンケイ ビジネスアイ
フジサンケイビジネスアイ（FujiSankei Business i.）は、かつて発行されていた新聞。
産業経済新聞社の完全子会社である日本工業新聞社（にほんこうぎょうしんぶんしゃ）が発行していた。2009年（平成21年）6月30日付までは旧社「日本工業新聞社（初代）」から発行されていた。旧題は日本工業新聞。2021年（令和3年）6月30日付で休刊した。

## 概要
源流となる旧：日本工業新聞は1933年（昭和8年）6月20日に夕刊大阪新聞社の発行で創刊された。
大東亜戦争（太平洋戦争・第二次世界大戦）激化に伴う1942年（昭和17年）の新聞の統廃合令により、日本工業新聞、大阪毎夕新聞と愛知以西の経済専門新聞の統合で「産業経済新聞」となったため一旦休刊となったが、産経新聞社創業者の前田久吉は産経新聞が一般紙に転向した後も独自の経済専門紙を手元に置きたいとして、一度は消滅していた日本工業の紙号を持ち出してきて復活させた。1957年（昭和32年）12月に日本工業新聞社を改めて新会社として発足し、1958年（昭和33年）1月より再創刊された。
このため、1958年（昭和33年）を新・日本工業新聞の創刊年としており、1933年（昭和8年）は産経新聞の正式な創刊年であると、現在の産経新聞社は解釈している。

## ビジネスアイの創刊
2004年（平成16年）3月1日に産業経済新聞社が100%子会社化すると共に、製造業を題材とした経済専門紙であった「日本工業新聞」から総合経済紙「フジサンケイ ビジネスアイ」として再出発をする。
2004年（平成16年）3月から5月にかけて、同じフジサンケイグループのフジテレビでスポットCMが放送された他、電車中吊り広告などが出稿された。日本工業新聞からの通号を継続しているが、広告では「新創刊」と打ち出していた。

紙面の特徴として、実質的な競合紙となった日本経済新聞（日経）と同様の経済記事に加えて、一般的な社会記事（事件など）、文化（芸能・生活）・スポーツ（どちらも産業や企業と関係させた内容が多い）とラテ欄（首都圏版のみ）などを盛り込む。一般紙的な記事については産経新聞東京本社の編集部員による執筆または産経新聞からの転載により構成が実現した。経済を絡めた社会問題や行政問題なども取り上げている。ただし、経済記事については産経が社として支持する立場を取っていた経団連や加盟大企業に関する記事は日経と比べると少なく、日経の一面で取り上げられるようなスクープ記事はほぼ皆無だった。
日本の日刊紙としては初めて中国株株価・指標と中国経済に関係のある記事を連日掲載し、NIESやBRICSといった経済発展途上のアジア諸国に強い事をアピールとしていた。日本工業新聞を継承した部分として、機械・情報通信・バイオケミカル系の中小企業・ベンチャー企業を取り上げる傾向が多かった。携帯電話と対応した音の出る記事も掲載していた。これらの結果、紙面量が32ページ（平日版）となった。
2004年（平成16年）10月1日付から、1部売り定価が120円から100円に値下げ、10月3日付からは、これまで休刊だった日曜日も「Sunday i」の愛称で発行。月ぎめ宅配契約は3,150円。年月日表記は、親会社の産経新聞とは正反対に、日付欄が1面では「2006年（平成18年）」のように「西暦（元号）」で表記し、2面以降は西暦のみの表記となっている。また記事中の表記は原則西暦表示となっている。これは、2006年（平成18年）から2016年（平成28年）まで発刊されていたグループ紙のサンケイエクスプレスも同様だった。

## フルカラータブロイド紙への転換
2008年（平成20年）7月17日にはブルームバーグとの連携を発表。同年10月1日から題字デザインを変更し、サンケイエクスプレスと同様のタブロイド判横書きのフルカラー48ページ（月曜日は32ページ、日曜日は休み）に紙面刷新され、一面は産経新聞グループの「ビジネスアイ」、最終面がブルームバーグの「グローバル・ファイナンス」という、「ダブルフロント」スタイルになり、投資情報紙としての性格を強める。これに伴い価格改定も行なわれ、購読料は1ヶ月4,200円、1部150円。
2009年（平成21年）7月1日付で発行元の日本工業新聞社（初代）は産経新聞社に吸収合併され、同年7月以降の「フジサンケイ ビジネスアイ」は別途新設された日本工業新聞社（2代）からの発行になった。
北海道と九州地方（含む山口県と沖縄県）は販売対象ではなく、2009年に産経新聞九州・山口特別版が発刊された後も、廃刊まで九州での現地印刷は行われなかった。ただし、北海道では産経新聞と同様に北海道新聞販売店にて購読が可能だったが地域によって半日から1日遅れでの配達となっていた。またサンスポや夕刊フジと異なり、産経新聞社の電子媒体子会社産経デジタルの『産経新聞HD』『産経電子版』による電子新聞の販売も廃刊まで一度も行われなかった。
インターネットメディアの台頭で新聞離れが進み、発行部数も競合の日経産業新聞や日経ヴェリタス、日刊工業新聞に大きく水をあけられ苦戦。加えて電子版が無かったことによりデジタルトランスフォーメーションの波に乗り遅れ、産経新聞社は今後の成長が見込めないと判断した。本紙は単独紙としての生き残りを断念し、2021年（令和3年）6月30日付けをもって休刊にすることを同年3月15日に発表した。同年7月1日以降は産経新聞本紙内に設けられる「フジサンケイビジネスアイ面」にて、中小企業や業界の情報が掲載されることになり、日本工業新聞社が行っていたイベント・顕彰などの事業も産業経済新聞社が引き継いだ。これにより日本工業新聞社は事実上の休眠会社となった。

## 書籍・出版事業
日本工業新聞時代より月刊誌として『月刊エネルギー』『月刊地球環境』を発行していたが、2010年（平成22年）4月より『Business i. ENECO』に合併して新創刊した。
その他、一般向けの書籍を産経新聞出版発売による「NIKKO MOOK」として発行している。

## 本社所在地

### 東京本社
- 東京都千代田区大手町1-7-2 産経新聞東京本社（東京サンケイビル）内

### 大阪本社
- 大阪府大阪市浪速区湊町2-1-57 産経新聞大阪本社（難波サンケイビル）内

## テレビ欄

### 東日本
フジサンケイ ビジネスアイの東日本版（対象地域は関東・甲信越・静岡県）にはテレビ欄が掲載されていた。
メインテレビ面（衛星放送は除く）
- NHK総合
- NHK Eテレ
- 日本テレビ
- テレビ朝日
- TBSテレビ
- テレビ東京
- フジテレビ
- ニッポン放送
- 文化放送
- NHKラジオ第1
- TBSラジオ

第2テレビ欄（衛星放送は除く）
- TOKYO MX
- テレ玉
- tvk
- チバテレ

### 西日本
西日本版（対象地域は近畿・北陸・中京・中国・四国）にはテレビ欄は掲載されていない。大阪本社発行の版では、東京本社版でテレビ欄が掲載される面は、西日本の経済ニュースを掲載した「西日本面」に差し替えている。